# Mareau-aux-Prés
Mareau-aux-Prés je francouzská obec v departementu Loiret v regionu Centre-Val de Loire. V roce 2012 zde žilo 1 283 obyvatel.

## Poloha
Obec leží jižně necelé dva km od řeky Loiry. Obcí prochází silnice D951.

## Sousední obce
Cléry-Saint-André, Dry, Chaingy, Meung-sur-Loire, Mézières-lez-Cléry, Saint-Ay, Saint-Hilaire-Saint-Mesmin, Saint-Pryvé-Saint-Mesmin

## Vývoj počtu obyvatel
Počet obyvatel